# Budynek biurowo-handlowy przy ulicy Ruskiej 11-12 we Wrocławiu
Budynek biurowo-handlowy przy ulicy Ruskiej 11-12 – dawny dom handlowy Maxa Goldsteina-Reussenhofa (niem. „Geschäftschaus Max Goldstein”).

## Historia

### Kamienica "Pod Szerokim Kamieniem"
Parcelę 11 i 12 do XIX wieku zajmowały dwie oddzielne kamienice mieszczańskie. W XVI wieku znajdowały się na nich: szczytowy dom, młyn oraz luźne zabudowania gospodarcze przylegające do dawnych murów miejskich. W kolejnym stuleciu dwie działki wschodnie połączono a na ich miejsce wzniesiono czterokondygnacyjną, sześcioosiową kamienicę szczytową w barokowym stylu, zwana "Pod Szerokim Kamieniem". Przed 1906 rokiem wszystkie budynki na obu działkach zostały wyburzone.

### Dom handlowy "Max Goldstein"
Nowy budynek biurowo-handlowy na działkach 11-12 został wzniesiony w latach 1906–1907 według projektu Richarda Mohra. Nowy czterokondygnacyjny dom handlowy, utrzymany był w secesyjno-eklektycznym stylu. Od strony ul. Ruskiej i ul. Białoskórniczej miał po cztery przęsła ujęte w formę arkad obejmujących cztery kondygnacje i wypełnione witrynami i oknami. Pilastry arkad były ozdobione secesyjną dekoracją. Od strony ulicy Ruskiej w trzech osiach centralnych, w miejsce arkad, umieszczono pilastry wielkiego porządku również obejmujące cztery kondygnacje. Pomiędzy pilastrami, na wysokości trzeciej i czwartej kondygnacji, umieszczono płytkie wykusze, a nad nimi wydatny gzyms wieńczący. Ponad gzymsem znajdowały się zostały metalowe kosze. Na pilastrach, na wysokości trzeciej kondygnacji, umieszczono płaskorzeźby z postaciami symbolizującymi różne rodzaje pracy. W części parterowej, w osi centralnej, usytuowano główne wejście do domu handlowego prowadzące do sieni i pomieszczeń handlowych oraz do klatki schodowej i windy towarowej na dziedzincu. Wejście główne zaznaczone było masywnym portalem z napisem „1907 Reussenhof". Komunikację w budynku pierwotnie zapewniały dodatkowo trzy mniejsze wejścia do sklepów i klatka schodowa od ulicy Białoskórniczej; w późniejszym okresie dobudowano dwie dodatkowe klatki schodowe. Budynek pokryty był dwuspadowym dachem a w jego obrębie umieszczono dwukondygnacyjne okna połaciowe doświetlające sale produkcyjne.
W budynku, prócz sklepów konfekcyjnych, znajdował się zakład produkcyjny K.Seike & Co, restauracja i wytwórnia alkoholi "Gothard Meisner" oraz kawiarnia "Fürst Blücher".

## Po 1945 roku
Po zniszczeniach podczas działań wojennych w 1945 roku, w 1953 roku budynek odremontowano. W jego murach mieściła się w latach 1945-1947 Krawiecka Spółdzielnia Pracy "Zgoda", a następnie Zakłady Odzieżowe "Wromex". W latach 1993 i w 1999 budynek został poddany gruntownym przebudowom. W części parterowej urządzono ponownie sklepy handlowe. W 2005 roku budynek ponownie został przebudowany, zbudowano wówczas dziedziniec, zmieniono dach, zmodernizowano piwnice. Odnowiono fasadę budynku, nieodwracalnie ją modyfikując. Wymieniono drzwi i witryny. Od strony ul. Ruskiej nad wejściem umieszczono szklany daszek, zlikwidowano wykusze i mocno wysunięty gzyms. Całkowita powierzchnia budynku wynosi 4 tys. m.kw.